# Stawydła
Stawydła (ukr. Ставидла) – wieś na Ukrainie, w obwodzie kirowohradzkim, w rejonie kropywnyckim, w hromadzie Ołeksandriwka. W 2001 liczyła 484 mieszkańców, wśród których 472 wskazało jako ojczysty język ukraiński, 7 rosyjski, 1 mołdawski, a 4 białoruski.